# Réserve de chasse et de pêche de Chute-Saint-Philippe
La réserve de chasse et de pêche de Chute-Saint-Philippe est une ancienne réserve faunique du Québec située dans les Laurentides, au Québec.

## Historique
La réserve de chasse et de pêche de Chute-Saint-Philippe est créée par un arrêté du Conseil exécutif le 14 juin 1967. Il protège alors la rive ouest du réservoir Kiamika. Son étendue est modifiée en 1969. 
À sa création, à l'instar d'autres territoires comme les réserves de Saint-Maurice, de Baie-Comeau―Hauterive, de Labrieville, de Forestville et de Causapscal, la gestion faunique du territoire est déléguée à un organisme à but non lucratif. Il s'agit alors d'un prototype de zone d'exploitation contrôlée établi dans l'opération de déclubage, soit l'abolition des clubs privés de chasse et pêche.
Éprouvant des difficultés de recrutement d'administrateurs, la société de gestion est dissoute en 1978 et la réserve est abolie en 1980.
Le parc régional du réservoir Kiamika occupe désormais une partie de l'ancien territoire de chasse et pêche.